# Venceslas Kruta
Venceslas Kruta, né le 4 novembre 1939 à Saumur (Maine-et-Loire), est un archéologue et historien français. Il est spécialisé en protohistoire de l'Europe, principalement dans la culture et l'histoire des Celtes.

## Biographie
Durant les années 1956 à 1961, il étudie la préhistoire et l'archéologie classique à l'université Masaryk dans la ville de Brno en Tchécoslovaquie. Par la suite, de 1963 à 1971, il travaille comme assistant à l'Institut d'archéologie de l'Académie tchécoslovaque des sciences à Prague, principalement dans la filiale de Most, affectée aux fouilles de sauvetage dans une zone d’intensive extraction minière.
En 1971, il revient en France au Centre national de la recherche scientifique (CNRS) à Paris. Il obtient un doctorat en histoire à l'université Paris-Sorbonne, en 1974. Il dirige en 1976 et 1977 une campagne de fouilles archéologiques sur l'île de la Cité qui révèle le port fluvial et sous le niveau gallo-romain, un niveau plus ancien, peu spectaculaire mais réel (clous, trous de poteau, vestiges de fosses de détritus).
De 1972 à 2008, il exerce comme directeur d’études (professeur) de protohistoire de l’Europe à la 4e section de l'École pratique des hautes études (EPHE) à la Sorbonne où il est actuellement professeur émérite. Il a dirigé également le Centre d’études celtiques du CNRS, ainsi que la revue Études celtiques, dont il reste président d’honneur, et présidé le Comité de rédaction de la revue Gallia. Ancien secrétaire de la Commission des âges du fer de l'Union internationale des sciences préhistoriques et protohistoriques (UISPP), il présida en 1991 le IXe Congrès international d’études celtiques, organisé à Paris.
Son domaine privilégié de recherche est l'archéologie et la protohistoire de l'Europe, avec une attention spéciale sur les rapports commerciaux et culturels des peuples de l'Europe centrale et occidentale avec le monde méditerranéen au Ier millénaire av. J.-C..
Plusieurs de ses œuvres font office de livre d'histoire, mais également de dictionnaire comme : Les Celtes : histoire et dictionnaire : des origines à la romanisation et au christianisme, une œuvre de référence pour les chercheurs et les étudiants, qui a d'ailleurs été traduite en italien en 2003.
Il est membre de l'Istituto Nazionale di Studi Etruschi ed Italici de Florence, de l’Institut archéologique allemand, de la Real Academia de Historia de Madrid et d’autres sociétés savantes. Il est officier des Palmes académiques. On lui a décerné les médailles d’argent de l'université Charles de Prague et de l'université Masaryk de Brno.
Il a été membre de la direction scientifique et auteur du scénario de l’exposition Les Celtes. La première Europe (au Palazzo Grassi de Venise, en 1991). Membre du Comité scientifique de l’exposition Les Étrusques et l’Europe (Paris, 1992), conseiller scientifique de l’exposition Treasures of Celtic Art : A European Heritage (Tokyo, 1998). Directeur et concepteur de nombreuses autres expositions dont Celti dal cuore dell’Europa all’Insubria (Varese, 2004-2005), Les Celtes : Belges, Boïens, Rèmes, Volques… (Mariemont, 2006), Gli occhi della notte (San Marino, Viterbe, Milan, 2008), Antenate di Venere (Milan, 2009).

## Publications
- Le trésor de Duchcov dans les collections tchécoslovaques, Ústí nad Labem, 1971
- L'art celtique en Bohême : les parures métalliques du Ve au IIe siècle avant notre ère, Paris, Champion, coll. « Bibliothèque de l’École des Hautes Études », 1975
- Les Celtes, Paris, PUF, coll. « Que sais-je ? », 1976 (12e édition mise à jour en 2019)
- Les Celtes avec photographies de E. Lessing, contribution de M. Szabo et introd. de P.-M. Duval, Paris, 1978
- avec Paul-Marie Duval (dir.), Les mouvements celtiques du Ve au Ier siècle avant notre ère, Paris, CNRS, 1979
- avec Paul-Marie Duval (dir.), L’art celtique de la période d’expansion : IVe at IIIe siècle avant notre ère, Hautes études du monde gréco-romain n° 13, Genève-Paris, Librairie Droz, 1982
- avec photographies de W. Forman, Les Celtes en Occident, Paris, Atlas, 1985
- avec Michel Fleury, Le Château du Louvre, Paris, Atlas, 1991
- L'Europe des origines, la Protohistoire 6000-500 avant J.-C., Paris, Gallimard, coll. « l'Univers des formes », 1992
- (it) avec V. Manfredi, I Celti in Italia, Milan, Mondadori, 1999
- Les Celtes. Histoire et dictionnaire, des origines à la romanisation et au christianisme, Paris, Laffont, coll. « Bouquins », 2000, 1005 p. (ISBN 2-221-05690-6)
- (it) I Celti e il Mediterraneo, Milan, Jaca Book, 2004 (ISBN 88-16-43628-X)

- La cruche celte de Brno, Dijon, 2007
- (it) Gli occhi della notte. Celti, Etruschi, Italici e la volta celeste, Saint-Marin - Viterbo - Milan, 2008
- L’Art des Celtes, Paris, Phaidon, 2015
- Le monde des anciens Celtes, Fouesnant, Yoran Embanner, 2015
- (it) La riscoperta dei Celti e le radici dell’Europa (Entretien avec M. Pasquero), Terra Insubre, 92, 2019, 4-18

## Distinctions
- Officier de l'ordre des Palmes académiques